# Giorgio Visconti Aicardi

Stemma di famiglia

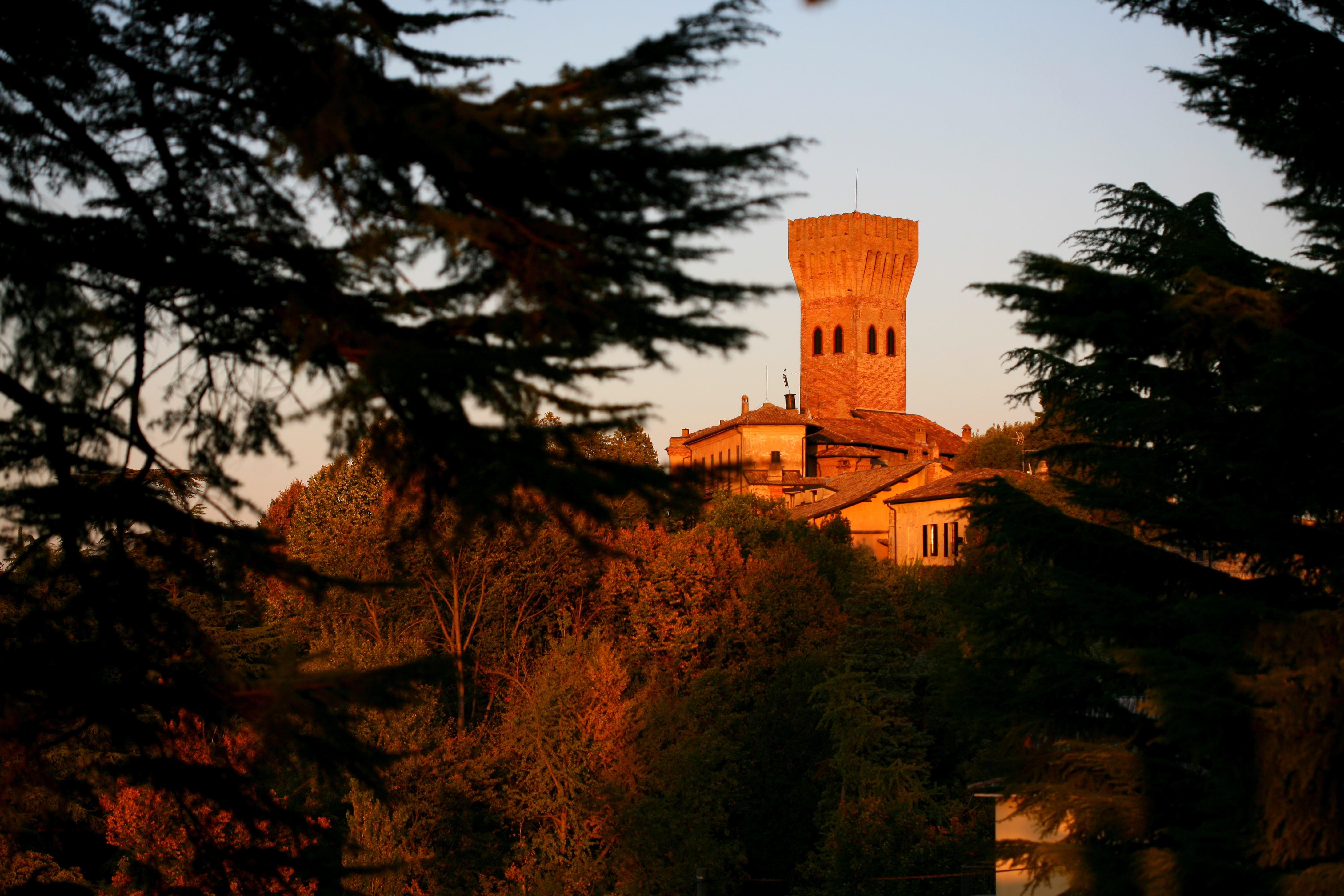
Castello di Cigognola

Giorgio Visconti Aicardi, detto Scaramuzza o Scaramuccia (... – 1457), è stato un condottiero italiano.

## Biografia
Era figlio di Domenico, capostipite della casata e di Chiara de Berris.
Fu al servizio del duca di Milano Filippo Maria Visconti e ottenne molti beni e il privilegio di utilizzare il cognome Visconti, nonché di inquartare nella propria arma lo stemma dei Visconti di Milano. Divenne proprietario del castello di Cigognola. Giorgio combatté valorosamente le numerose guerre a fianco dei Visconti. Nel 1422 fu chiamato come testimone a presenziare alla dedizione dei genovesi al duca di Milano. Nel 1426 presenziò alla firma del trattato di pace tra i milanesi e Alfonso V d'Aragona, re di Napoli. Nel 1432 Filippo Maria Visconti, Duca di Milano e Conte di Pavia, lo investì delle Contee di Cigognola, di  Bronno (Broni), e Canevino. Alla morte dell'ultimo Visconti, Duca di Milano e Conte di Pavia nel 1447, combatté contro l'Aurea Repubblica Ambrosiana, schierandosi a favore di Francesco Sforza, che lo ricompensò di numerosi beni confiscati ai ribelli. Il nuovo duca nel 1454 gli riconfermò le Contee di Cigognola, di Broni, e di Canevino unitamente al fratello Alessandro. Fu testimone alle nozze di Ippolita Maria Sforza, figlia di Francesco, quando divenne duchessa di Calabria sposando Alfonso II d'Aragona.
Morì nel 1457 lasciando numerosa discendenza.

## Discendenza
Conte Giorgio, sposò in prime nozze la Nobile Caterina Beccaria, dei Signori di Pavia, (figlia di Lancillotto Beccaria, Signore di Robecco Pavese, di Serravalle Scrivia, di Casei Gerola, di Novi Ligure, di Broni, di Stradella di Voghera, ecc., e della Nobile Clara Arcelli Fontana, Patrizia di Piacenza, da cui ebbe discendenza), e in seconde Caterina Visconti. Ebbe sette figli:
- Florimonda, sposò Alberto Visconti d'Aragona
- Francesco (?-1499), sposò Lodoviva Marliani
- Margherita, sposò Tristano Carcano
- Matteo (?-1497), sposò Lucia Marliani
- Lancellotto, Signore di Carimate, condottiero, sp.la Nobile Ippolita del Majno, da cui Scaramuzza, sp.la Nobile Camilla Corti, Patrizia di Pavia
- Giandomenico (naturale legittimato)
- Paola (naturale)